# Nefi (prorok)

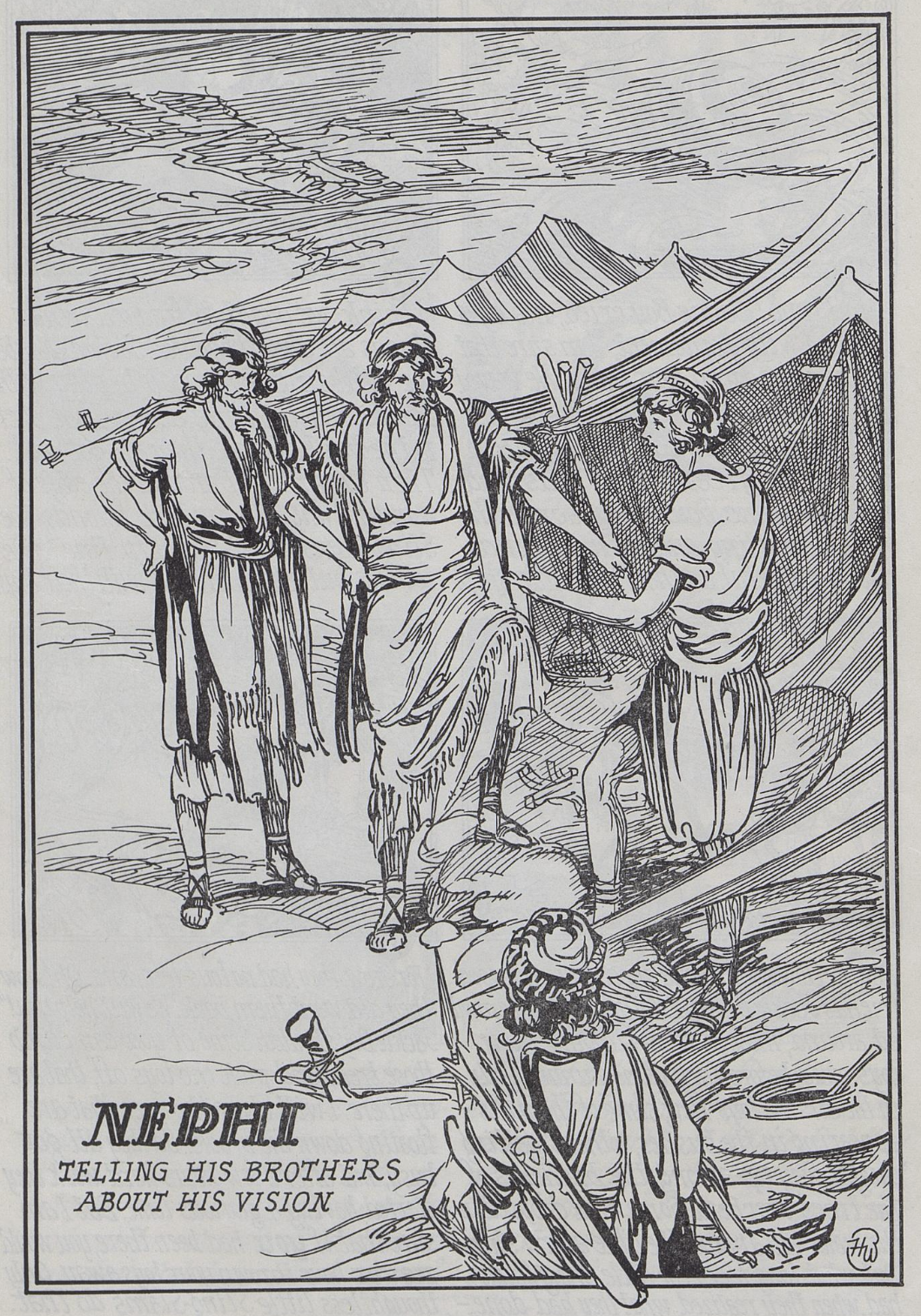
Ilustracja z 1925 r., przedstawiająca Nefiego (pierwszy z prawej) i jego trzech braci.

Nefi (ang. Nephi, deseret 𐐤𐐀𐐙𐐌, 𐐤𐐁𐐙𐐌) – w religii mormońskiej jeden z proroków, król i protoplasta ludu Nefitów.

## Życie i działalność według Księgi Mormona
Według Księgi Mormona Nefi był czwartym z sześciu synów proroka Lehiego.
W pierwszym roku panowania króla Sedecjasza (ok. 600 r. p.n.e.) Bóg wezwał Lehiego, jego rodzinę i bliskich do opuszczenia Jerozolimy i udania się do ziemi obiecanej.
W trakcie podróży Nefi i jego trzej starsi bracia (Laman, Lemuel i Sam) byli wysłani przez Lehiego z powrotem do Jerozolimy. Ich celem było zdobycie mosiężnych płyt (zawierających pięcioksiąg Mojżesza, słowa proroków i kronikę dziejów Hebrajczyków) oraz nakłonienie rodziny Ismaela do wspólnej podróży z rodziną Lehiego. W trakcie tych misji, a także w trakcie podróży do ziemi obiecanej Laman, Lemuel i Sam próbowali sprzeciwiać się postępkom Lehiego.
Po przybyciu do ziemi obiecanej Lehi zmarł. Przed śmiercią powierzył przywództwo Nefiemu, co wywołało konflikt wśród rodzeństwa. Doszło wówczas do rozłamu wśród kolonistów, którzy podzielili się na dwie grupy. Nefi, jego rodzina i jego zwolennicy zaczęli być określani jako Nefici, a Laman, jego rodzinna i zwolennicy - jako Lamanici.
Po śmierci Nefiego przywódcą Nefitów stał się Jakub, młodszy brat Nefiego.

## Imię
Pochodzenie imienia nie jest znane. Istnieje na ten temat kilka hipotez:
- nawiązanie do neftai (ang. Nephi) - nazwy substancji wspomnianej w 2 Księdze Machabejskiej (2 Mch 1,36)[8],
- nawiązanie do Nefilim - istot wspomnianych w Starym Testamencie (m.in. Rdz 6,4)[9],
- hebrajskie tłumaczenie egipskiego imienia Nfr[10]

## Upamiętnienie
Pierwsza Księga Nefiego i Druga Księga Nefiego - składające się na Księgę Mormona - są uważane przez Mormonów za napisane przez Nefiego.
Imieniem Nefiego nazwano także amerykańskie miasto Nephi.